# 張甯兒
張甯兒（Mini Chang，1991年7月25日—），藝名甯兒，舊名張筱婕，舊藝名筱婕和小婕，台灣女藝人，曾就讀臺北縣莊敬高職表演藝術科，因為參加節目我愛黑澀會中表現出色，而被選中為第一批正式出道的九位黑Girl（前稱 黑澀會美眉）成員之一，是成員中年紀最輕的一位，亦曾是隊中唯一戴牙套的美眉,女團黑Girl解散後，個人轉往時尚網美圈，並持續活躍中。
2010年3月17日，甯兒因為加盟傳奇星娛樂。正式宣佈退出黑Girl，Channel V亦證實舊有的黑Girl已經正式解散。現時甯兒鮮少出現電視圈，轉型為平面模特兒接觸時尚。現在為Fashion One潮流風主持｡

## 影視作品

### 电视剧
| 首播日期      | 播出頻道               | 劇名                                | 飾演           | 集數      | 性 質      |
| ------------- | ---------------------- | ----------------------------------- | -------------- | --------- | ---------- |
| 2007年7月15日 | 民視無線台、衛視中文台 | 《黑糖瑪奇朵》                      | 筱婕（周筱婕） | 全部      | 女配角     |
| 2008年7月26日 | 衛視中文台             | 《黑糖群俠傳》                      | 邪教護法       | 第2、13集 | 女配角     |
| 2014年1月28日 | 台視主頻               | 《神仙老師狗》                      | 徐愛心         | 全部      | 第四女主角 |
| 2016年        | 公視                   | 《滾石愛情故事-我是真的付出我的愛》 | 黃曉寧         | 全部      | 第三女主角 |

### 音乐录影带(MV)
| 年份 | 歌曲                     | 歌手           |
| ---- | ------------------------ | -------------- |
| 2006 | 《慶祝》                 | 楊丞琳         |
| 2006 | 《男傭》                 | 吳克群         |
| 2009 | 《說說》                 | Lollipop棒棒堂 |
| 2011 | 《I Love You》           | 蕭賀碩         |
| 2011 | 《美麗與勇敢》           | 張靚穎         |
| 2014 | 《最好的事 feat.范瑋琪》 | 吳思賢         |

## 書籍作品
- 2011年2月 傳奇星2011寫真記事

## 節目主持
- Channel V 
  - 《我愛黑澀棒棒堂》（已停播）
  - 《我愛黑澀會》（已停播）
  - 《模范棒棒堂》(助教)（已停播）
  - 《音樂飆榜》（已停播）
  - 《美眉普普風》（已停播）

- TVBS-G 
  - 《娛樂新聞 ─ 美眉ㄅ ㄠ ˋㄅ ㄠ ˋ》[已停播]

- 星空八爪魚
  - 《黑潮部落》

- 其他
  - 《2007台北最HIGH新年城跨年晚會》
  - 《Fashion One 潮流風》